# 이즈시 신사
이즈시 신사(出石神社, いずしじんじゃ)는 효고현 도요오카시에 있는 신사다.

## 제신
천일창(天日槍命)과 이즈 팔전 오오카미(出石八前大神)를 모시고 있다.

## 역사
창건은 나라 시대로 전해지고 있으며, 사다 관 원년(859년)의 일본 기략에서는 지마 첫 번째 대사라고 적혀있다.
중세 에도 타지 국일 궁으로 융성을 자랑했다.
영정 원년(1504년)에 병화로 신전을 소실되어 1524년에 재건 된 이후 한 때 기세가 없어져 버렸다.
메이지 43년(1910년)에 화재에 의해 신전이 소실되고, 다이쇼 3년(1914년)에 재건되었다.

## 주요 제사
- 1월 1일 새해 축제
- 1월 3일 사흘 축제
- 3월 21일 입춘 축제 - 진바 조류라는 해초를 봉납하는 제사가 있다.
- 5월 5일 명절 축제 - 노 보리도 불리는 지구 내를 위내어 도는 행사가 열린다.
- 10월 20일 제례
- 11월 23일 니이나메사이 - 어년 풍년 기원제(문의 꽃잎 축제)라는 이브에 햅쌀을 쪄서 만든 떡을 신전에 봉납 한 후 참배 자에 뿌려주는 행사가 있다.

## 같이 보기
- 이치노미야

## 참고 문헌
- 타니 켄이치 편 일본의 신들 신사 성지 7 산인(신장 복간, 하 쿠스 이사 , 2000년 ISBN 978-4-560-02507-9 )